# Villa Güterhofstraße 9a (Radebeul)
Die Villa Güterhofstraße 9a liegt im Stadtteil Kötzschenbroda der sächsischen Stadt Radebeul. Sie wurde 1908/1909 durch den Baumeister Alfred Große für den Kaufmann Edwin Bauer errichtet.

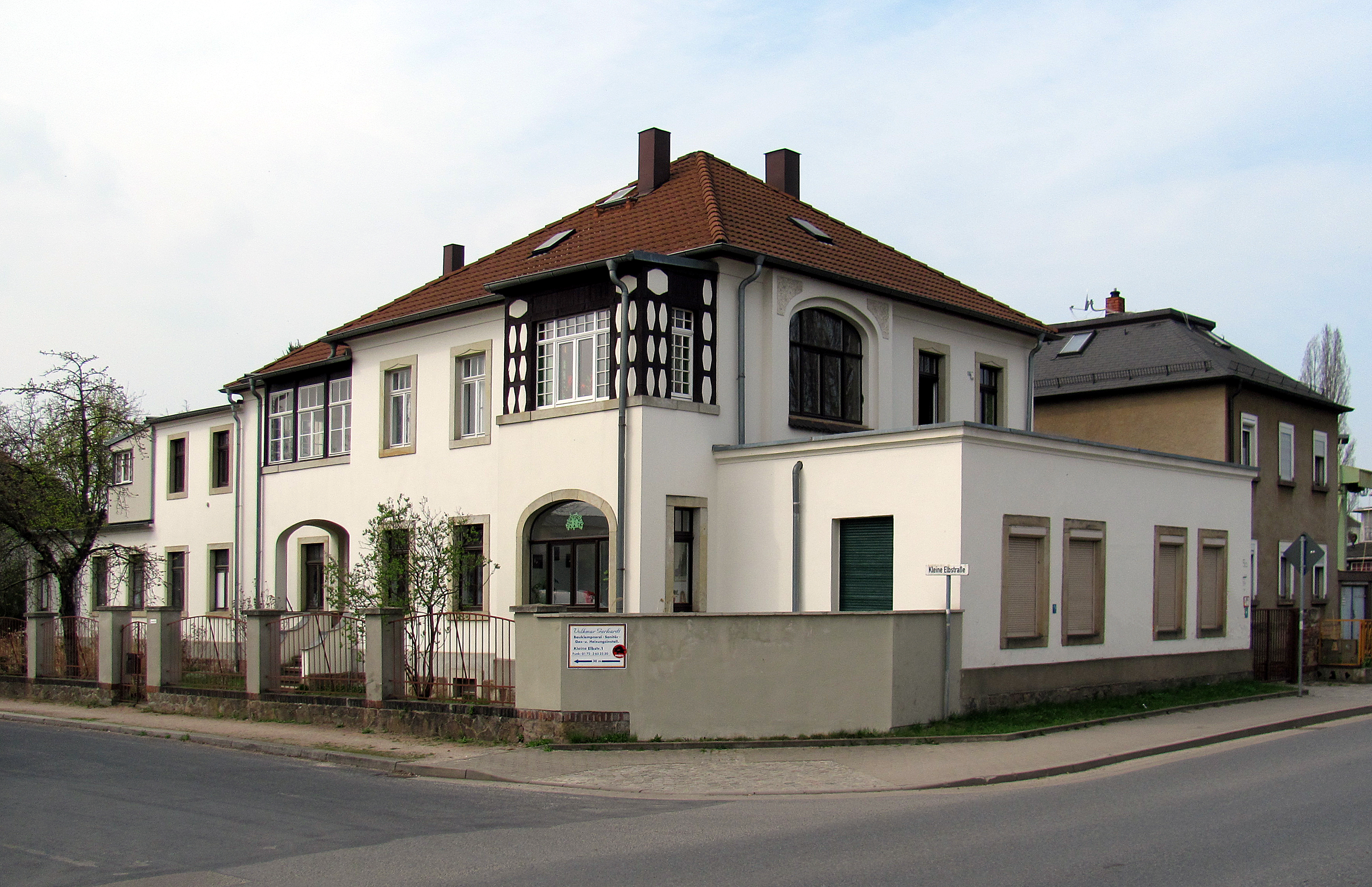
Villa Güterhofstraße 9a

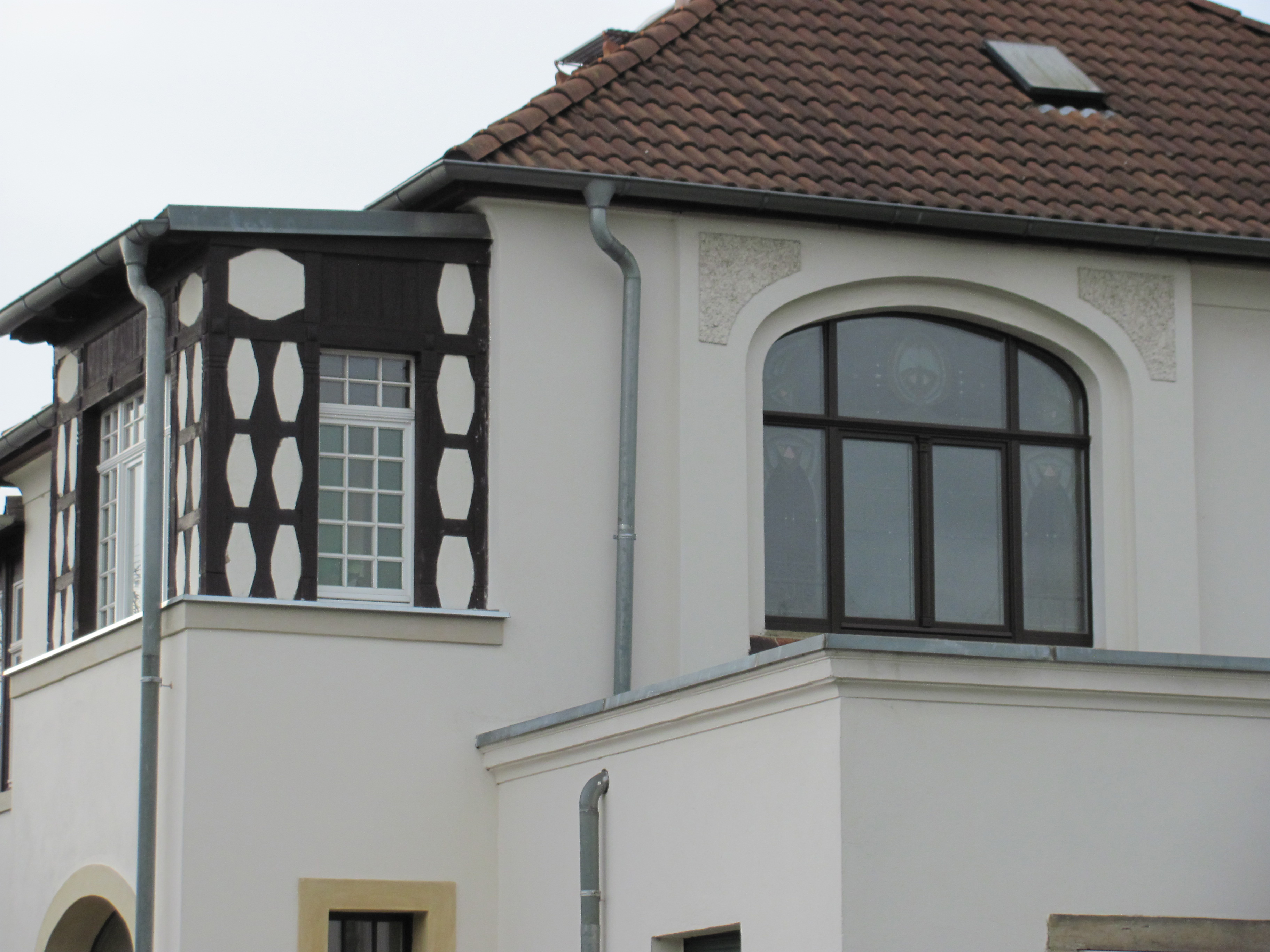
Villa Güterhofstraße 9a: Holzveranda und Korbbogenfenster

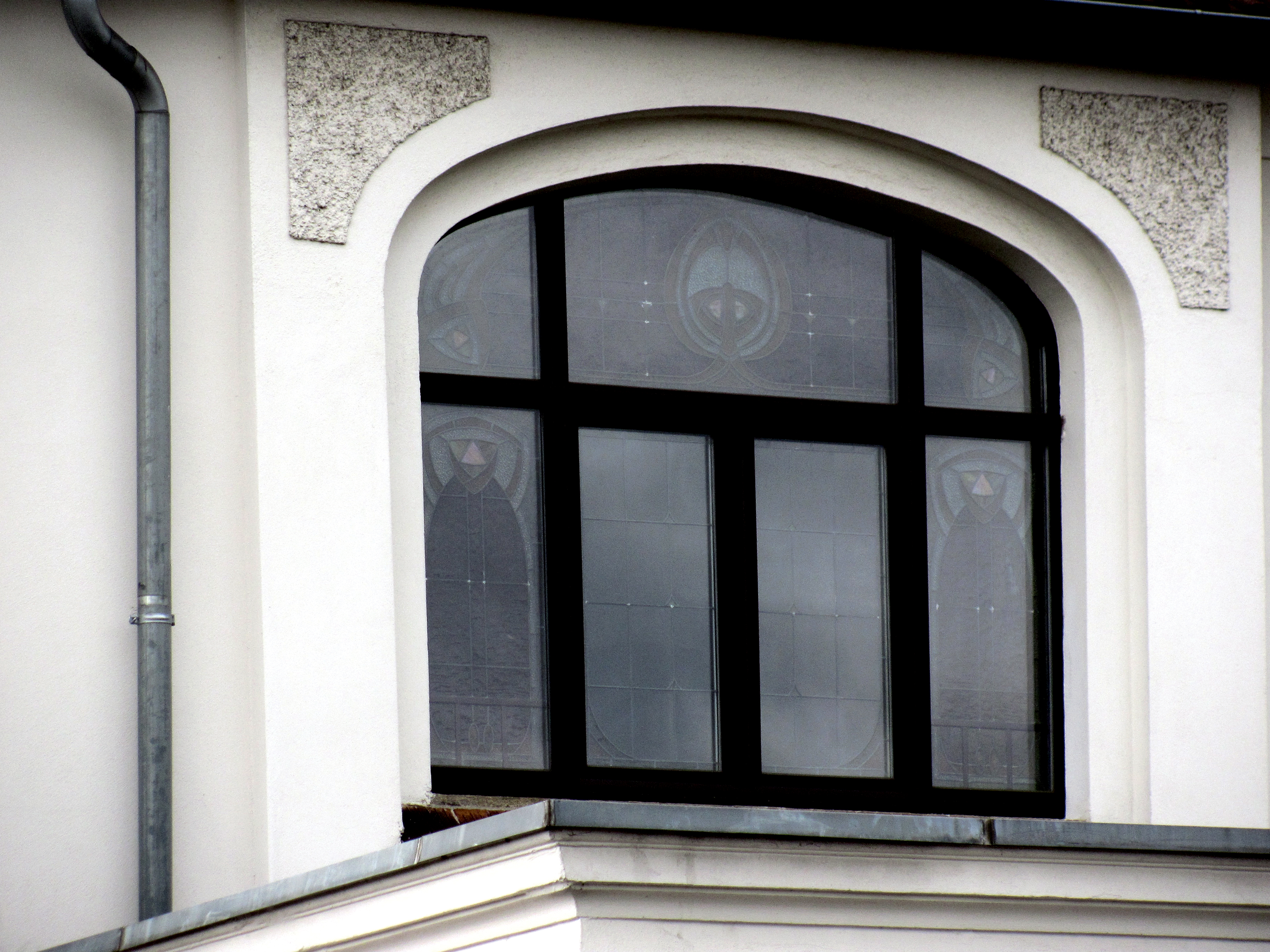
Villa Güterhofstraße 9a: Farbglasfenster

## Beschreibung
Die zweigeschossige, unter Denkmalschutz stehende Fabrikantenvilla des Papyruswerks Kötzschenbroda liegt auf einem langgestreckten Eckgrundstück zur Kleinen Elbstraße. Der quadratische Putzbau steht auf einem Bruchsteinsockel und hat ein ziegelgedecktes Zeltdach.
In der Straßenansicht zur Güterhofstraße steht links ein kaum hervortretender, breitachsiger Seitenrisalit mit einem großen Korbbogenfenster im Obergeschoss. Die rechte Seite der Gebäudefront ist zweiachsig. Vor der Villenfassade steht bis zur Einfriedungsgrenze ein nachträglich errichteter, eingeschossiger Flachdachvorbau über die gesamte Gebäudebreite. Dieser weist zur Straße zwei Fensterpaare auf.
In der Straßenansicht zur Kleinen Elbstraße steht rechts ein zweigeschossiger, geschlossener Verandavorbau, unten massiv mit einem breiten Korbbogenfenster, oben aus Holz und mit Zierfachwerk, die Fenster in Jugendstil-Farbverglasung. Links daneben wieder zwei normalbreite Fensterachsen. Vor dieser Straßenfront findet sich ein schmaler Vorgarten, zur Straße begrenzt durch eiserne Zaunelemente zwischen Putzpfeilern, aufgestellt auf einer Bruchsteinlage, die von einer Ziegelabdeckung geschützt wird. Links des Hauptbaus steht ein zweigeschossiger, von der Straße zurückgerückter Seitenflügel mit Walmdach. In die dadurch entstehende Eckrücklage ist ein Eingangsvorbau gesetzt, unten mit korbbogigen Öffnungen sowie einer Freitreppe zur Überwindung der Sockelhöhe. In der Einfriedung vor der Treppe befindet sich eine eiserne Eingangspforte. Das Obergeschoss des Eingangsvorbaus ist holzverkleidet und verglast.
Die Fenster werden von schlichten Sandsteingewänden eingefasst; im Obergeschoss des Hauptbaus weisen sie Vorhangbogenmotive auf.
An den Seitenflügel schließen sich weitere Anbauten an, die jedoch alle nicht denkmalgeschützt sind.

## Geschichte
Die Villa wurde 1908/1909 durch den Baumeister Alfred Große für den Kaufmann Edwin Bauer errichtet, der dort bis zu seinem Tod 1968 wohnte. Im Erdgeschoss war sein Unternehmen, das Papyruswerk Kötzschenbroda, untergebracht; rückwärtig im Hof befanden sich die Fabrikationsgebäude.